# Irol
Lorenzo Salvatori, meglio noto con gli pseudonimi Irol o Irol MC (Città di San Marino, 24 maggio 1993), è un rapper sammarinese.

## Biografia
Nato a San Marino, a soli quattordici anni si avvicina al rap e incomincia fin da subito a partecipare ad alcune manifestazioni freestyle italiane, come l'importante Tecniche Perfette, oltre che a manifestazioni minori nelle regioni limitrofe al Titano facendosi conoscere.
Nel 2009 scrive i suoi primi pezzi per il suo primo EP uscito nel 2010, Perso nel tempo per l'etichetta indipendente Big Things Music, poi nel 2013 incide il suo primo album, Stato mentale, e nel 2015 incide il suo secondo EP, Distanze, e collabora anche con il collettivo musicale hip hop K-Rimini United Artists. Inoltre ha condiviso il palco con Eron, noto writer riminese attivo sulla scena dalla fine degli anni ottanta.
Nel 2013 ha anche partecipato come concorrente al programma MTV Spit su MTV dedicato al freestyle e condotto da Marracash.
Il 24 dicembre 2015 ha vinto il primo talent show sammarinese I talenti dei Castelli e il 14 maggio 2016 ha annunciato su San Marino RTV i voti della giuria sammarinese allo Eurovision Song Contest 2016 dopo che era stato il giurato nel 2014 e nel 2015 per il Junior Eurovision Song Contest.
Nel novembre 2016 partecipa al casting di canto del programma Amici di Maria De Filippi in onda su Real Time e su Nove passando le selezioni. Non parteciperà poi al programma televisivo.
Il 20 dicembre 2017, viene confermato come uno dei finalisti che prenderanno parte alla selezione per scegliere il rappresentante del titano all'Eurovision Song Contest 2018, a Lisbona.
Nel 2019 esce l'album "Liriche Indoor", prodotto in gran parte da Kd-One con l'aiuto dello stesso Irol e di Mr T. All'interno del disco (uscito sotto le etichette indipendenti TooMuchFresco & Kali Black) c'è anche il featuring con l'emergente Random, "Veliero". Alla fine del 2019 esce con il singolo "Santa Monica".

## Discografia
- Perso nel tempo, 2010 - EP
- Stato mentale, 2013 Album
- Distanze, 2015 - EP
- Liriche Indoor, 2019 - Album

### Singoli
- Decollo, 2017
- Mastercard feat. Lince, 2017
- Jpeg, 2018
- 24, 2018
- Veliero ft Random, 2018
- Santa Monica, 2019
- Rowmagna, 2020